# Деніс Гаруц
Деніс Грациан Гаруц (рум. Denis Grațian Haruț, нар. 25 лютого 1999, Тімішоара, Румунія) — румунський футболіст, захисник клубу «Стяуа».

## Ігрова кар'єра

### Клубна
Деніс Гаруц народився у місті Тімішоара і займатися футболом почав у рідному місті. У 2013 році він приєднався до молодіжної команди місцевого клубу «Полі Тімішоара». 17 травня 2017 року у матчі на Кубок країни Гаруц дебютував в основі своє їкоманди. За результатами сезону 2017/18 «Тімішоара» вилетіла до Другог дивізіону але футболіст залишився в команді.
Тільки влітку 2019 року Гаруц як вільний агент перейшов до клубу Суперліги «Ботошані», в якому провів два наступні сезони.
В зимове трансферне вікно сезону 2021/22 Гаруц перейшов до столичного клубу «Стяуа», з яким підписав контракт до червня 2025 року. Але через рік - у лютому 2022 року захисник повернувся до «Ботошані» на правах оренди і грав у команді до кінця сезону. Після оренди Гаруц знову приєднався до «Стяуа», з яким в подальшому виграв чемпіонат Румунії та національний Суперкубок.

### Збірна
З 2015 року Деніс Гаруц виступав за юнацькі та молодіжну збірну Румунії.

## Титули
Стяуа
 Чемпіон Румунії: 2023/24
 Переможець Суперкубка Румунії: 2024